# Colònia Estabanell
La Colònia Estabanell, anomenada també Colònia Matabosch,  és una antiga colònia tèxtil de Camprodon (Ripollès), inclosa a l'Inventari del Patrimoni Arquitectònic de Catalunya.

## Història
L'any 1870 s'iniciaren les obres de construcció d'aquesta colònia, la primera del riu Ter, per iniciativa de l'industrial d'Olot Antoni Matabosch, que traslladà per l'antic camí d'Olot a Ripoll tota la maquinària per a la posada en marxa de la nova fàbrica de filats i teixits de cotó. La instal·lació tenia 300 telers i una secció de tints. La fàbrica patí un gran incendi l'any 1917. El 1923, la companyia Estabanell i Pahissa va comprar la colònia a Matabosch i la colònia va passar a anomenar-se Colònia Estabanell, denominació que encara perdura en l'actualitat. La companyia li donà un nou i renovat impuls, va reconstruir la fàbrica, va posar en marxa la filatura i va ampliar la fàbrica successivament fins al 1957.

## Descripció

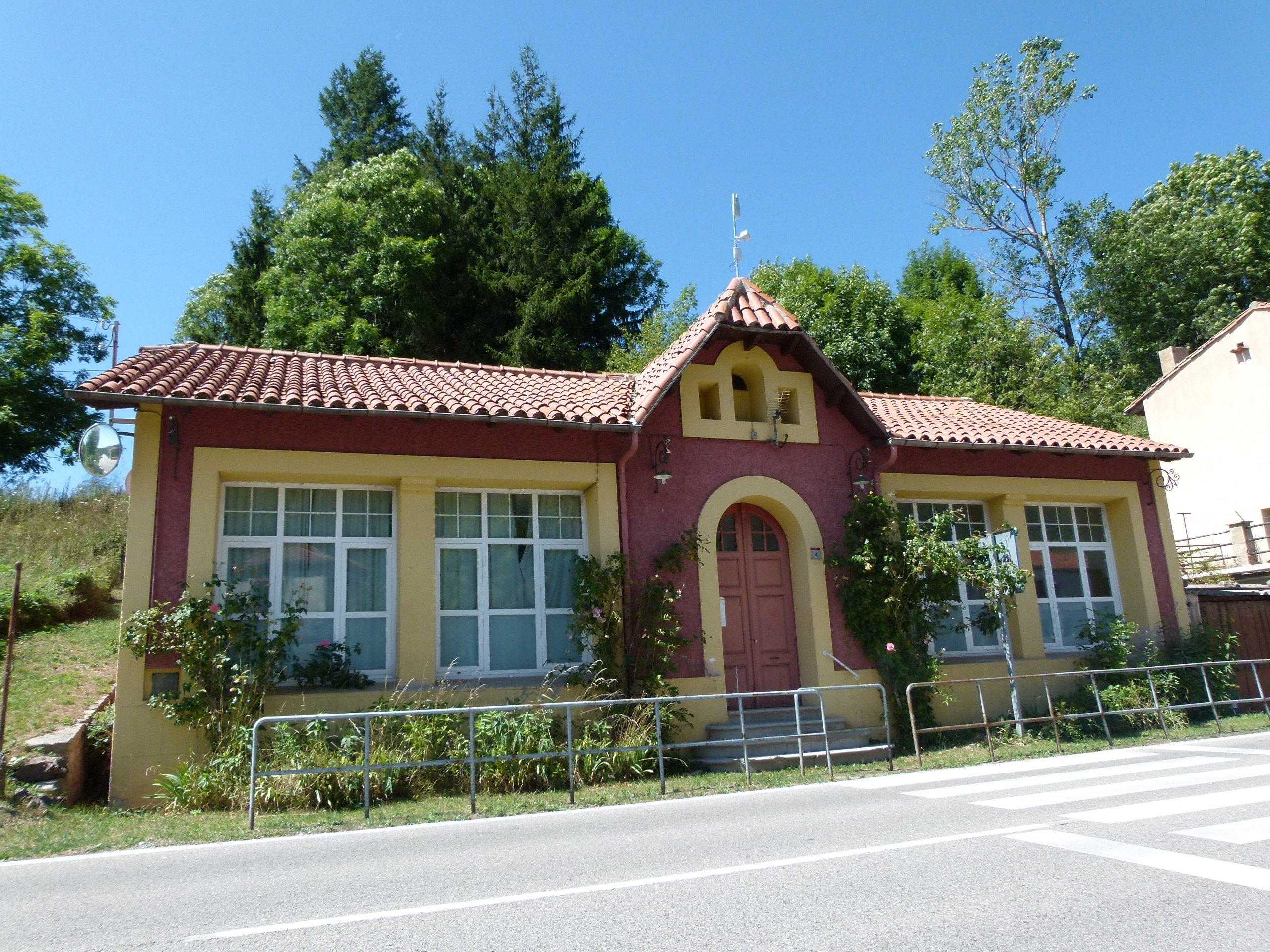
Escola de la Colònia Estabanell

La Colònia Estabanell es troba entre el pont que duu al càmping Vall de Camprodon, al sud, i la central hidroelèctrica de la Farga, al nord. A l'oest hi ha la pista forestal que duu a Cavallera, amb una torre medieval, i al municipi d'Ogassa. Per l'est, a l'altra banda del riu, passa una pista de terra que uneix els ponts de les Rocasses i de la Rovira.
En la seva època d'esplendor, la colònia estava formada per una fàbrica tèxtil, una església, una escola, tres blocs d'habitatges per a obrers, un cafè, una sala de ball i un estanc. L'església, dedicada a sant Antoni de Pàdua, i en la qual s'hi realitzen esporàdicament actes religiosos, té com a elements destacables, un petit campanar amb campana i un rosetó i, a la part posterior, tres finestrals d'arc apuntat, el central resta tapat. Els habitatges s'agrupen en quatre blocs, i el cafè i la sala de ball s'utilitzen de magatzem i garatge, respectivament.